# Aechmea distichantha
Aechmea distichantha là một loài thực vật có hoa trong họ Bromeliaceae. Loài này được Lem. mô tả khoa học đầu tiên năm 1853.

## Hình ảnh

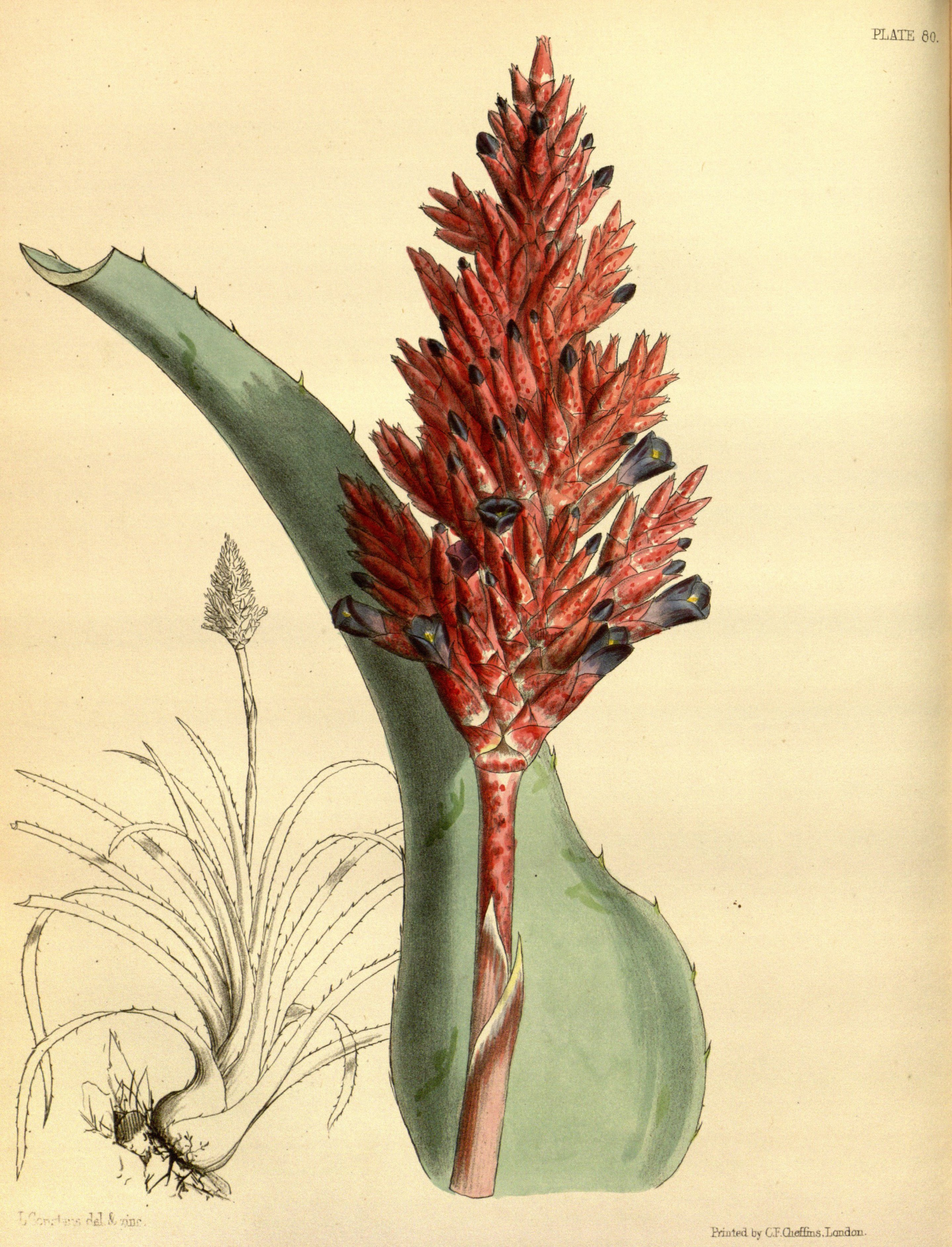
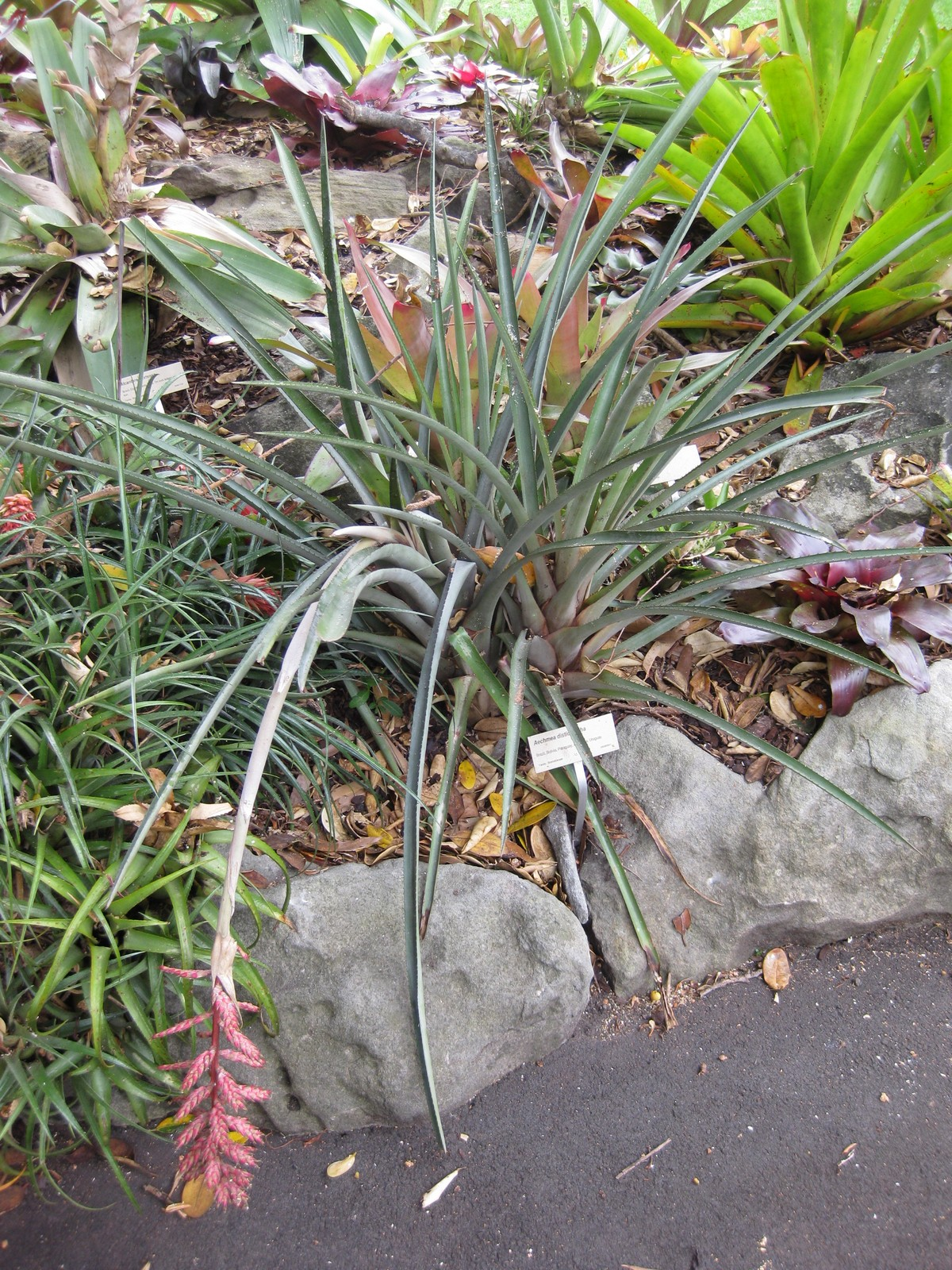
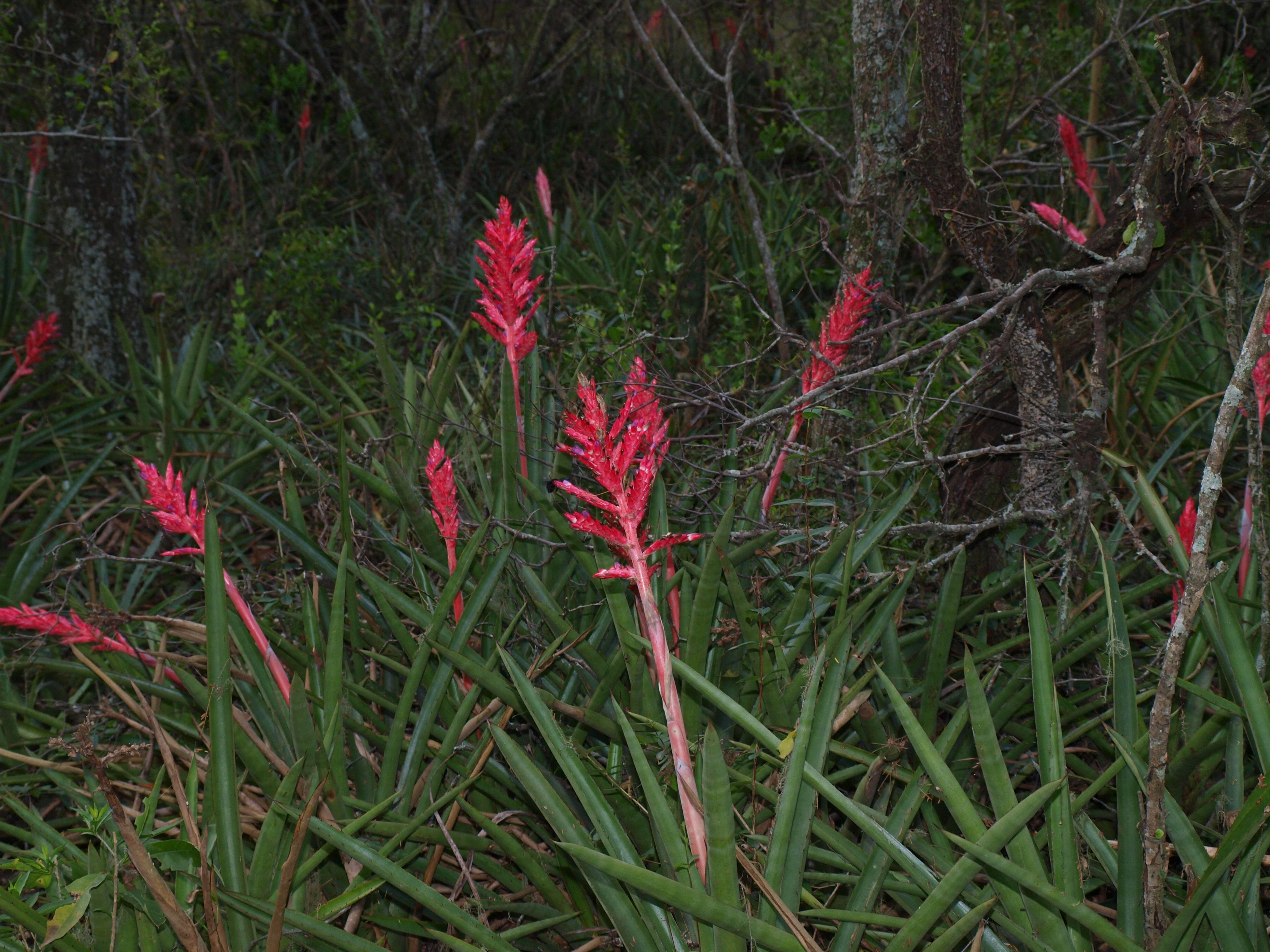
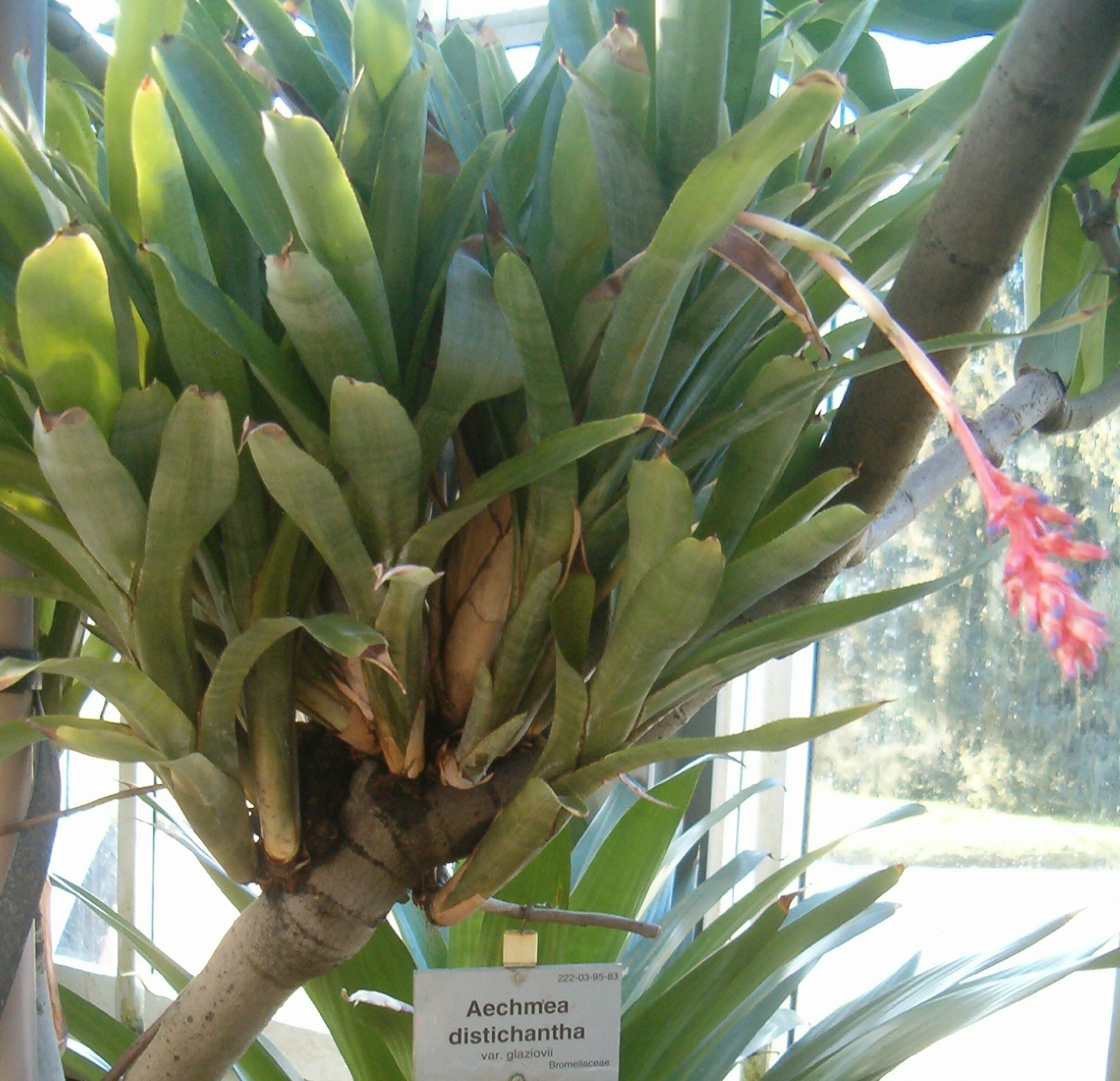